# 8 (album Katarzyny Nosowskiej)
8 – szósty solowy album Katarzyny Nosowskiej, który ukazał się 23 września 2011. Pierwszym singlem promującym płytę jest utwór Nomada, którego premiera odbyła się w radiowej Trójce 22 sierpnia 2011. Autorem muzyki jest Marcin Macuk, a tekstów Katarzyna Nosowska. Producentami całości jest duet Bors-Macuk. Nagrania zadebiutowały na 1. miejscu zestawienia OLiS. Pod koniec 2011 roku płyta uzyskała certyfikat platynowej.

## Lista utworów
1. "Rozszczep" – 3:32
2. "Daj spać!" – 4:52
3. "Polska" – 2:16
4. "Nomada" – 4:11
5. "Pa" – 3:29
6. "Ulala" – 4:41
7. "Kto?" – 3:56
8. "Ziarno" – 3:38
9. "JPS" – 3:29
10. "Czas" – 2:23
11. "Tętent" – 5:23
12. "O lesie" – 4:10